# Sia Kangri
Sia Kangri är en bergstopp i Kina. Den ligger i den autonoma regionen Xinjiang, i den nordvästra delen av landet, omkring 1 300 kilometer sydväst om regionhuvudstaden Ürümqi. Toppen på Sia Kangri är 7 421 meter över havet, eller 858 meter över den omgivande terrängen. Bredden vid basen är 5,3 km.
Trakten runt Sia Kangri är nära nog obefolkad, med mindre än två invånare per kvadratkilometer. Det finns inga samhällen i närheten. Trakten runt Sia Kangri är permanent täckt av is och snö.
Genomsnittlig årsnederbörd är 585 millimeter. Den regnigaste månaden är september, med i genomsnitt 95 mm nederbörd, och den torraste är oktober, med 15 mm nederbörd.